# Keitel-Villa
Die Keitel-Villa ist ein ehemaliges Dienstgebäude der deutschen Wehrmacht in Berlin am Föhrenweg 21 im Ortsteil Dahlem. Nach dem Zweiten Weltkrieg beschlagnahmten die amerikanischen Truppen das Gebäude und nutzten es zunächst für den US-Geheimdienst. Danach befand sich hier der Standort der US-Militärverbindungsmission in Potsdam (USMLM). Nach der Wiedervereinigung und der Neuorganisation aller Verwaltungsstrukturen in Berlin befand sich in dem Baukomplex ab 1991 eine bilaterale Dienststelle des deutschen Bundesnachrichtendienstes (BND) und der US-amerikanischen Defense Intelligence Agency (DIA). Nach dem Auszug der Amerikaner und dem Neubau der BND-Zentrale in Berlin gelangte das Bauwerk im Jahr 2008 in das Eigentum des Schulvereins der Rudolf-Steiner-Schule Berlin. Es steht unter Denkmalschutz.

## Lage
Das gesamte heutige Schulgelände erstreckt sich zwischen Clayallee und den Straßen Auf dem Grat und Am Schülerheim. Auf dem Grundstück an der Ecke Föhrenweg und Am Schülerheim fällt das Backsteingebäude in der umgebenden Villenbebauung kaum auf. Erst bei genauerer Betrachtung ist zu erkennen, dass sich das zur Straße zweigeschossige Haus mit einfachem Satteldach auf dem weitläufigen und abschüssigen Gelände eigentlich über vier Geschosse erstreckt und ungewöhnlich groß ist.

## Geschichte

### Drittes Reich
Die in den Jahren 1936 bis 1938 vermutlich nach Plänen von Albert Speer errichtete Villa war ein Dienstgebäude der Wehrmacht. Mit der Lage in einem reinen Wohngebiet erfolgte anfangs die Tarnung des hier eingerichteten Gefechtsstandes des Oberkommandos der Wehrmacht (OKW). Da diese Einrichtung Generalfeldmarschall Wilhelm Keitel, dem Chef des OKW, unterstand, bürgerte sich die Bezeichnung Keitelvilla ein. Nach dem Zweiten Weltkrieg und der Bildung der Viersektorenstadt lag Dahlem nun im amerikanischen Sektor. So gelangte das geheime Militärgebäude an die US-Besatzungsarmee, seine Nutzung wurde weiterhin in keinem öffentlich zugängigen Dokument im Klartext genannt.

### 1945 bis 2008
Am 18. August 1945 übernahm die in Deutschland stationierte US-Militärregierung die Immobilie und richtete hier ihr operatives Hauptquartier US Military Liaison Mission (USMLM) ein. Die Mitglieder dieser Organisation konnten sich in allen Sektoren frei bewegen, weswegen von hier aus vor allem militärische Aufklärung betrieben wurde: Truppenbewegungen und neues Militärgerät der Sowjetunion und DDR wurden fotografisch dokumentiert. Die USMLM war im März 1947 als Militärverbindungsmission zwischen den USA und der Sowjetunion gegründet worden, um die Kommunikation zwischen Vertretern beider Staaten zu ermöglichen. Offiziell hatte diese Organisation ihren Dienstsitz in Potsdam, aber in Dahlem wurden die Fahrten in die DDR vorbereitet, Ergebnisse im Fotolabor ausgewertet und war der Großteil der Fahrzeuge untergebracht.
Die USMLM betrieb diese Dienststelle gemeinsam mit dem Militärgeheimdienst Defense Intelligence Agency (DIA), der nach der Auflösung der Militärverbindungsmission im Objekt verblieb. Im Jahr 1990 zog der Bundesnachrichtendienst (BND) mit in den Komplex ein und leitete zusammen mit der DIA aus dem BND intern bezeichneten  „Objekt Tattersaal“ die Operation Giraffe. Die Einrichtung wurde damit eine bilaterale deutsch-amerikanische Dienststelle und war für die Beschaffung und Analyse von sowjetischer Wehrtechnik zuständig. Dokumente und Wehrtechnik wurden erworben und auch sowjetische, vor allem russische, Militärangehörige als Agenten angeworben. Offiziell hieß diese Einrichtung auf US-amerikanischer Seite „Combined Analysis Detachment – Berlin“ (CAD-B), auf BND Seite „Bundesamt für Wehrtechnik und Beschaffung“ bzw. auch Dokumentationsstelle für Wehrtechnik und Umweltschutz. Anfang des Jahres 2008 gaben der BND und die USA die Liegenschaft auf.

### Seit 2008
Die Immobilie wurde nun vom Liegenschaftsfonds Berlin in einem offenen Bieterverfahren zum Kauf angeboten. Der Schulverein der Waldorfschule Zehlendorf erwarb es, ließ es sanieren und die Räumlichkeiten als Schule umbauen. So zog im Herbst 2008 hier die Rudolf-Steiner-Schule ein.
Auf Initiative und unter Anleitung der Geschichtslehrerin haben bereits seit 2007 fünf Schüler einer 9. Klasse in einem Projekt die Geschichte des Schulstandortes erforscht und dokumentiert. Die Ergebnisse konnten sie im Rahmen ihres Mittleren Schulabschlusses präsentieren. In einem weiteren Schritt konzipierten diese und weitere Schüler (nun aus den 12. und 13. Klassen) eine Ausstellung, die als Dauerausstellung im ehemaligen Materialkeller des amerikanischen Geheimdienstes gezeigt wird. Zu sehen sind Original-Zeitdokumente und fünf Geschichtstafeln.
Im früheren Saalbau der Backsteinvilla und im großen, weitläufigen Waldgelände wurden inzwischen zwei Kindergartengruppen eingerichtet.

## Architektur
Von den anfänglich vier Bauten sind neben dem am Föhrenweg noch zwei weitere erhalten, beispielsweise ein Pförtnerhäuschen. Mit Ausnahme weniger baulicher Veränderungen, u. a. einem Anbau von 1981/1982, befindet sich das Gebäude weitgehend in seinem ursprünglichen Zustand und dokumentiert eine über fünf Jahrzehnte andauernde militärische Präsenz mitten in der Dahlemer Villenkolonie. 
Erwähnenswert sind die beiden als Bunker ausgebildeten unteren Geschosse. Mehr als einen halben Meter dicke Betonwände, Fenster mit Stahlläden und Geschossdecken mit Betonkappen schützen den Bauteil, um den herum sich die übrigen Räume des Gebäudes gruppieren. Im untersten Geschoss befindet sich an der Südseite hinter einer Stahltür ein Fluchttunnel, der heute allerdings nach wenigen Metern endet. Welcher der Vorbesitzer ihn angelegt hat und wie er tatsächlich genutzt wurde, ist nur zu vermuten.
Die Raumaufteilung zeigt klar, dass das Haus am Föhrenweg kein Wohngebäude war. Neben weitgehend gleich großen Räumen auf allen Etagen, die von zwei Treppenhäusern erschlossen werden, gab es ursprünglich nur im Eingangsbereich einen größeren Empfangsraum mit Kamin, der später von den Amerikanern unterteilt wurde. Im Kellergeschoss diente ein großer Küchenraum, der ehemals über eine separate Treppe mit den beiden Hauptgeschossen verbunden war, zur Versorgung der Mitarbeiter der Dienststelle.
Die äußere Gestaltung des Hauses wird durch die zwischen unterschiedlichen Gelb- und Brauntönen changierenden Backsteinwände und den mit weißer Farbe gestrichenen Gittern vor den Fenstern betont. Die Gitter der beiden unteren Geschosse stammen aus der Bauzeit, die des Obergeschosses sind in der Nachkriegszeit eingebaut worden. Die zum Föhrenweg zeigende Giebelseite ist zugleich die Hauptfassade. Hinter ihr liegt eine doppelläufige Treppenanlage, über dem Eingang befindet sich eine Supraporte mit einem Relief von Otto Maerker, das zwei Jäger mit einer Hundemeute und Speeren bei der Jagd auf ein Wildschwein darstellt.
Die rückwärtige Giebelseite zeigt das gleiche Ziegelmuster und wird durch einen dreigeschossigen, halbrunden Standerker, an den Balkone angeschlossen sind, akzentuiert. Der untere weit auskragende Balkon stützt sich auf einen Garagenanbau an der Nordwestecke des Hauses.
Der 1980 bis 1981 an die Südwestecke des Hauses angebaute fensterlose Backsteinkubus mit Schornstein enthielt die Heizungsanlage, ein Fotolabor und Diensträume. Am nördlichen Grundstücksrand wurden seit den 1950er Jahren mehrere Garagenbauten errichtet.